# Episodi di Caterina e le sue figlie (prima stagione)

Logo della prima stagione

La prima stagione della serie televisiva Caterina e le sue figlie è formata da quattro episodi ed è stata trasmessa dal 4 dicembre al 18 dicembre 2005 su Canale 5.
| nº | Titolo          | Prima TV Italia  |
| -- | --------------- | ---------------- |
| 1  | Prima puntata   | 4 dicembre 2005  |
| 2  | Seconda puntata | 5 dicembre 2005  |
| 3  | Terza puntata   | 11 dicembre 2005 |
| 4  | Quarta puntata  | 18 dicembre 2005 |

## Prima puntata
La storia si apre con Mamma Caterina (Virna Lisi) e le sue tre figlie, vent'anni dopo l'abbandono del marito, Enzo Parisi (Michele D'Anca). Se Caterina fa la postina ad Anfri, paesino marchigiano, le sue ragazze vivono a Roma. La trentaseienne Adele (Alessandra Martines) aspira al posto di direttore generale per l'hotel in cui lavora ed è una carrierista convinta; la trentaduenne Agostina (Valeria Milillo) è invece tutta dedita al marito notaio Ettore (Alessandro Benvenuti), alla figlia sedicenne Rebecca e al neonato Leo, mentre Carlotta (Sarah Felberbaum), ventisei anni, è una studentessa di lettere a tempo perso e aspira a fare la modella.  Mentre Caterina, dopo anni di lutto, torna alla vita col nuovo farmacista di Anfri, il bel vedovo Attilio Pensiero (Ray Lovelock), Adele resta incinta dell'architetto Gerardo Balestra, in partenza per il Marocco e non sa sé tenere il bambino, Carlotta è in crisi esistenziale. Durante l'apertura dei regali di natale Agostina scopre che il regalo che aveva trovato in precedenza un completo osé non era per lei, si ritrova uno squallido frullatore elettrico e quindi Ettore ha un'amante: quello che ancora non sa è che, anche se ora non ne vuole più sapere, si è trattato di sua sorella Carlotta. La mattina Caterina è costretta ad andare da Attilio per raccontargli che la vita delle sue figlie è un disastro e che per questo dovrà andare a Roma per cercare di capire e aiutarle, per quanto possibile. Lui è comprensivo. L'aspetterà.

## Seconda puntata
Agostina si stabilisce col piccolo Leo nella vecchia casa di Prati. Caterina la raggiunge e riprende il suo ruolo di mamma chioccia, dimenticandosi di Attilio. Mentre un tentativo di riconciliazione fra marito e moglie finisce in scenata ed Ettore avvia la pratica di divorzio, Carlotta realizza il suo primo servizio fotografico. Ma il suo atteggiamento di "quella che non ci sta" non è piaciuto al committente che la punisce pubblicando sul servizio di intimo solo il suo posteriore e non rinnovandole il contratto. Nella sua vita (e nella sua casa) arriva però un amico, l'aspirante regista Jerry. Intanto Adele, sempre decisa ad abortire, è stata battuta da Capuozzo, aiutato dalla segretaria Lorena. Rebecca vuole invece scoprire chi è l'amante di suo padre e coinvolge anche la madre e la nonna: la scoperta che Carlotta è l'amante del padre e di conseguenza il doppio tradimento scatena conseguenze imprevedibili: Carlotta tenta il suicidio ingoiando due scatole di sonnifero che la fanno finire in coma. 

## Terza puntata
In ospedale si presenta Ettore che si scontra con Caterina e se na va senza aver potuto vedere Carlotta. Agostina rifiuta di vedere la sorella, Rebecca decide di tornare dalla madre. Adele sfoga la propria rabbia sulla segretaria, rompendole il naso per averla tradita. Rosario, l'uomo con cui ha avuto un rapporto occasionale, la avverte della denuncia di Lorena. Stavolta la manager non si difende ma anzi decide di tenere il bimbo e di licenziarsi. Quando Agostina si reca in ospedale, Carlotta si sveglia e viene perdonata dalla sorella. In tutto ciò il viaggio a Praga che Attilio aveva organizzato insieme a Caterina è saltato ma il farmacista capisce e mostra a Caterina la villa che ha comprato per loro due. Lei però aspetta il ritorno del marito al quale ha scritto una lettera quando Carlotta era in coma. Una Caterina molto tesa ne dà l'annuncio al pranzo per il compleanno di Leo: ma allora lei conosceva il suo indirizzo? - si chiedono le figlie - sì, confessa Caterina, e rivela finalmente la verità alle ragazze: non ha permesso al loro padre di vederle per la paura che potesse di nuovo far loro del male dopo che si erano faticosamente ricostruite una vita senza di lui. Le reazioni sono diverse. Agostina e Adele la comprendono, Carlotta invece se ne va sconvolta. Attilio di fronte a quest'ennesimo rifiuto di presentargli le figlie, lascia Caterina e decide di troncare ogni rapporto con lei.

## Quarta puntata
Enzo Parisi (Michele D'Anca): è morto da poco a causa di un tumore fulminante. La notizia viene annunciata dal suo omonimo, il figlio avuto dalla compagna londinese, alle quattro donne che, sconvolte, lo aspettavano in aeroporto. Di fronte al panico che si scatena Enzo jr. se ne va consegnando a Rebecca un manoscritto dal titolo "Caterina e le sue figlie". Nei giorni seguenti le quattro donne imparano ad apprezzare quel ragazzo inglese che, scoprendo la loro esistenza dopo la morte del padre, è venuto a Roma per comunicarglielo e conoscerle. Enzo è in prima fila al debutto di Carlotta in teatro ed assiste alla nascita della figlia di Adele, Caterina; poi parte. Anche Caterina capisce che è ora di tornare ad Anfri ma è depressa e a nulla valgono le esortazioni dell'amica Liliana (Iva Zanicchi): sembra proprio che Attilio non voglia più saperne di lei. Ma quando tutto sembra perduto, le sue figlie, finalmente risolte, arrivano ad Anfri a sistemare, a loro modo, la questione e convincono Attilio della buona fede della madre e dell'amore che prova per lui. Caterina, radiante di gioia per essersi riappacificata con le figlie e con il compagno parte per il tanto atteso viaggio a Praga. 